# Городе, Деве
Деве Городе (Деуэ Городей, фр. Déwé Gorodey, Déwé Gorodé; 1 июня 1949, Понериуан — 14 августа 2022, Пуандимье) — новокаледонский педагог, писательница, феминистка и политик. Активно выступала за независимость от Франции с 1970-х годов. Публиковала стихи, рассказы и романы. С 1999 года входила в правительство Новой Каледонии, представляя Канакский социалистический фронт национального освобождения, поддерживающий независимость острова. С апреля 2001 по июнь 2009 года она почти непрерывно занимала должность вице-президента правительства Новой Каледонии.

## Семья и образование
Деве Городе родилась 1 июня 1949 года в Понериуэн, Новая Каледония Её семья принадлежала к племени Пвараирива (Pwârâïriwâ) канакского народа. Её родная деревня находится на восточном побережье Новой Каледонии в устье реки Понериуэн.
Получив начальное образование в районе Хуайлу, поступила в среднюю школу Лаперуза в Нумеа, где получила степень бакалавра философии. Продолжила обучение в Университете им. Поля Валери, Монпелье III, где получила степень бакалавра современной литературы. Она была первой канакской женщиной, получившей высшее образование.
Вернувшись в Новую Каледонию в 1974 году, устроилась преподавателем французского языка в католической школе в пригороде Нумеа. Замужем, трое детей.

## Активистка движения за независимость
В 1974 году Деве Городе присоединилась к созданному в 1969 году движению «Красных шарфов» (Foulards rouges) и некоторое время занимала в нём пост президента. Затем она была одним из основателей Группы 1878 (Groupe 1878), названной в честь восстания канаков 1878 года. Обе группы объединяли небольшое количество хорошо образованных канакских интеллектуалов, которые бросили вызов французскому колониальному присутствию и дискриминации. Некоторые члены, такие как Нидуаш Наисселин, участвовали в майских событиях 1968 года во Франции, в то время как другие, в том числе Городе, посетят Европу лишь позже. Обе группы апеллировали к молодым людям, которые покинули резервации, чтобы работать в никелевой промышленности во время кратковременного бума, а после его окончания стали безработными. В 1976 году Деве Городе помогла основать Партию освобождения канаков (PALIKA). Она отвечала за внешние связи партии и в этой роли путешествовала по Тихоокеанскому региону, Австралии, Алжиру, Канаде, Мехико; выступала в Организации Объединённых Наций. С 1974 по 1977 год её трижды бросали в тюрьму за политическую деятельность.
Городе была одной из основательниц феминистской Группы эксплуатируемых и трудящихся канакских женщин (Groupe de femmes kanak exploitées en lutte, GFKEL). В 1974 году она была арестована за то, что выразила своё несогласие с празднованием колонизации Новой Каледонии 24 сентября 1853 года. В тюрьме она вместе с другими женщинами, включая Сюзанну Уней, разработала концепцию GFKEL. Организация была добивалась равного обращения с женщинами в рамках движения за независимость. В 1984 году GFKEL была одной из организаций-учредителей Канакского социалистического фронта национального освобождения (FLNKS: Front de Libération Nationale Kanak et Socialiste).

## Педагогическая и литературная стезя
С 1983 году Деве Городе преподавала французский язык в протестантском колледже До-Невы. В 1984 году, после смерти десяти активистов канакского движения в Хьенгене, она оставила этот колледж и устроилась в недавно созданную Канакскую народную школу (EPK) в Понериуэне, где до 1988 года преподавала местный язык пайси. Она начала писать стихи в 1970 году. но публиковаться стала только много лет спустя. В 1985 году вышел в свет её первый сборник стихов Sous les Ashes des conques, за которым с годами последовали другие романы и сборники поэзии. Её работы касаются традиционной культуры Меланезии и современных политических проблем. В настоящее время Городей является одним из самых известных деятелей культуры Меланезии.
В 1992 году Деве Городе участвовала в женской миссии в Мали, которую возглавляла Мари-Клод Тжибау. В 1994—1995 годах работала в Агентстве развития канакской культуры во время подготовки Культурного центра Тжибау. С 1996 по 1997 год она возобновила преподавание языка пайси в Уайлу и Пуандимье. В 1999—2001 годах читала курсы истории тихоокеанской литературы и современной меланезийской литературы в Университете Новой Каледонии в Нумеа. В 2002 году участвовала в Salon du livre insulaire на острове Ушант, Бретань. 9 ноября 2009 года на церемонии в Высшей комиссии была удостоена звания Кавалера искусств и литературы.

## Политическая деятельность
В 1999 году Деве Городе и Леони Тиджит Варнье стали первыми женщинами, избранными в Конгресс Новой Каледонии, представляя Северную провинцию. В правительстве Жана Лека она отвечала за культуру, молодёжь и спорт. После провинциальных выборов марта 2001 года президент Лек подал в отставку, и 3 апреля 2001 года конгресс избрал на его место Пьера Фрожье из участников «Объединение за Каледонию в составе Республики» (RPCR: Rassemblement pour une Calédonie dans la République). Представительница FLNKS Городей стала вице-президентом правительства Новой Каледонии. С апреля 2001 года по июнь 2004 года она продолжила работать в сфере культуры, молодёжи и спорта. В июне 2004 года переизбрана вице-президентом, на неё возложили ответственность за культуру, статус женщин и гражданство.
С 2004 по 2007 год Мари-Ноэль Темеро, представлявшая лоялистскую партию «Совместное будущее» (L’Avenir Ensemble), была президентом конгресса, а Городей, представлявшая сепаратистский Канакский социалистический фронт национального освобождения — вице-президентом. На выборах 2007 года наблюдалось усиление поддержки сил за сохранение в составе Франции. Президентом конгресса стал Гарольд Мартен из «Совместного будущего», однако Городей продолжила занимать пост вице-президента, а политические настроения по-прежнему были настроены на примирение между различными партиями. Она оставалась на посту до 15 июня 2009 года.
Скончалась 14 августа 2022 года.

## Публикации
- Déwé Gorodey (1985), Sous les cendres des conques (poems), Noumea: Edipop
- Déwé Gorodey (1994), Utê Mûrûnû, petite fleur de cocotier (novel), Noumea: Grain de Sable, ISBN 2-84170-009-7
- Déwé Gorodey (1996), L'Agenda (novel), Noumea: Grain de Sable, p. 124, ISBN 979-10-92894-028
- Déwé Gorodey (1996), Par les temps qui courent (collection of aphorisms), foreword by Dominique Jouve, Noumea: Grain de Sable, p. 79, ISBN 2-8417-0025-9
- Déwé Gorodey; Nicolas Kurtovitch (1999), Dire le vrai / To Tell the Truth (18 poems, bi-lingual), English translations by Raylene Ramsay and Brian Mackay, Noumea: éd. Grain de Sable
  - Déwé Gorodey; Nicolas Kurtovitch (2006), Dire le vrai (36 poems), Noumea: éd. Grain de Sable, ISBN 2841701212
- Déwé Gorodey (2000), Kënâké (unpublished play, directed by Pierre Gope during the Festival of Melanesian Arts in Nouméa in 2000)
- Déwé Gorodey; Weniko Ihage (2002), Le vol de la parole (novel), Noumea: Edipop
- Déwé Gorodey (2004), The Kanak Apples Season (anthology of her novels), translated into English by Peter Brown, Sydney: Pandanus, ISBN 1740760409
- Déwé Gorodey (2005), Sharing as Custom Provides (anthology of poems), translated into English by Raylene Ramsay and Deborah Walker, Sydney: Pandanus
- Déwé Gorodey (2005), 'L'Épave (novel), Noumea: Madrépores, ISBN 2-9525502-0-4
- Déwé Gorodey (2006), 30 ans du Palika - En chemin vers la citoyenneté (essay), Nouméa: Edipop, p. 23, ISBN 2906341010
- Déwé Gorodey (2009), Graines de pin colonnaire (novel), Noumea: Madrépores, p. 166, ISBN 978-2-9525502-3-9
- Déwé Gorodey (2012), Tâdo, Tâdo, wéé! (novel), Pirae: Au Vent des Iles, ISBN 978-2915654936
- Déwé Gorodey; Nicolas Kurtovitch (2014), A l'orée du sable / La paix en soi (poems), La Roque-d'Anthéron, France: Vents d’ailleurs, ISBN 978-2-36413-055-5
- Déwé Gorodey; Imasango (2016), Se donner le pays – Paroles jumelles (To give oneself the country - twin words) (poems), Foreword by Murielle Szac, Paris: Bruno Doucey, p. 136, ISBN 978-2-36229-130-2